# Luga László
Luga László (Fony, 1840. július 24. – Eger, 1905. október 25.) magyar pap, újságíró, nyomdai igazgató, író, lapszerkesztő.

## Életpályája
A gimnázium alsó osztályait Kassán végezte el. Egerben teológiai tanulmányokat folytatott. 1862-ben pappá szentelték. Káplán volt Egerszalókon, Diósgyőrben és Hevesen, de torokbaja miatt fel kellett hagynia a papi pályával. 1868-tól az egri érseki irodában dolgozott. 1869–1976 között alapította és szerkesztette az egri Népújság című politikai hetilapot. 1872–1886 között szerkesztette az Egri Képes Naptárt. 1872–1897 között az Egri Érseki Líceumi Kő- és Könyvnyomda igazgatója volt. 1876–1893 között az Irodalmi Szemle egri havi folyóiratot szerkesztette. 1876-ban megalapította és 1893-ig szerkesztette az Egri Népújság című hetilapot. 1878–1884 között az Egri Népkönyvtár füzeteit szerkesztette. 1879–1880 között az Egri Kis Képes Naptár szerkesztője volt. 1893–1896 között az Egri Híradót szerkesztette.

## Művei
- Egri Népújsás Kv-e. (Eger, 1871)
- Egyháziakat érdeklő újabb törvények kézikönyve (Eger, 1873)
- A választási törvény… (Eger, 1874)
- Választási törvény a magyar nép használatára (Eger, 1874)
- Róma (Eger, 1878)
- Téli esték. Olvasmányok a magyar nép számára (Eger, 1879)